# Jag ska aldrig lämna dig
Jag ska aldrig lämna dig är ett bidrag från Melodifestivalen 1997. Den sjöngs av B.I.G., och slutade på sjätte plats.